# Fokusgruppeinterview
 Der er for få eller ingen kildehenvisninger i denne artikel, hvilket er et problem. Du kan hjælpe ved at angive troværdige kilder til de påstande, som fremføres i artiklen.

En fokusgruppe er en form for semistruktureret gruppeinterview, der har som formål at give interviewerne information om dannelsen og forhandlingen af holdninger til et eller flere bestemte emner. Metodens styrke er, at samtalerne og interaktionen mellem de interviewede (kaldet informanterne) kan give anderledes information end et traditionelt 1-til-1-interview.:88  Metoden finder anvendelse inden for forskellige discipliner herunder sundheds-, social- og samfundsvidenskab, men også i konsulent- og markedsføringsbranchen.
Da man ved at sammensætte en gruppe i en styret samtale vil skabe et særligt socialt rum, der ikke nødvendigvis ville udspille sig naturligt i samfundet, er det vigtigt, at man kritisk reflekterer over, om fokusgruppemetoden er egnet til at undersøge den sociale problemstilling, man har sat sig for. Det viser sig eksempelvis, at en samtale mellem mennesker, der er sammensat, fordi de er enige med hinanden, vil udspille sig væsentligt anderledes end en samtale mellem mennesker, der er sammensat, fordi de netop er uenige med hinanden. Valget af fokusgruppemetoden skal således bygge på et konkret ønske om at studere den særlige form for socialitet, man forventer vil udspille sig med en given sammensætning af mennesker. Derfor egner fokusgruppeinterviewet sig ikke til at studere folks holdninger og livsverden, da måden man giver udtryk for disse - og om man overhovedet gør - afhænger af den sociale situation.:137 
Fokusgruppen er en af mange kvalitative metoder til at studere mennesker og socialitet. Selvom et 1-til-1-interview også rummer en grad af social adfærd mellem interviewer og informant, er denne interviewmetode i høj grad under interviewerens kontrol. Sådan forholder det sig ikke med gruppeinterviews herunder fokusgruppeinterviewet, hvor der samles flere informanter, der skal interagere med hinanden, hvilket både til en hvis grad er uforudsigeligt og komplekst. Fokusgruppen adskiller sig desuden fra forskellige observationsmetoder, da man her ikke konstruerer det sociale rum. I fokusgruppen er folk samlet i et afgrænset fysisk rum under særligt kontrollerede forhold. Observationsmetoder finder sted ude, hvor den sociale handling normalt finder sted, dvs. i aktørernes autentiske kontekst.:16-17 